# Каубоите
„Каубоите“ (на английски: The Cowboys) е американски игрален филм уестърн, излязъл по екраните през 1972 година, режисиран от Марк Райдел с участието на Джон Уейн в главната роля.

## Сюжет
Уил Андерсън e земевладелец, който е принуден да наеме ученици, за да отведе стадо говеда за продан. По пътя са нападнати от бандити. Андерсън е убит, а стадото е откраднато. Но момчетата, най-голямото от които е на не повече от 15 години, не оставят нещата така. Под ръководството на чернокож готвач, бивш ветеран от войната, те отмъщават за стареца и свършват започнатото до край.

## В ролите
| Актьор               | Роля                 |
| -------------------- | -------------------- |
| Джон Уейн            | Уил Андерсън         |
| Роско Лий Браун      | Джебедия Найтлингер  |
| Брус Дърн            | Дългата коса         |
| Колийн Дюхърст       | Кейт                 |
| Алфред Баркър-младши | Дебелия Каубой       |
| Николас Бови         | Дан Каубой           |
| Стив Бенедикт        | Стив Каубой          |
| Робърт Карадайн      | Слим Хънейкът Каубой |
| Норман Хауъл         | Уийди Каубой         |
| Стивън Хъдис         | Чарли Шварц Каубой   |
| Ей Мартинес          | Симарон Каубой       |